# Loch na Sheallag
Loch na Sheallag är en sjö i Storbritannien.   Den ligger i kommunen Highland och riksdelen Skottland, i den norra delen av landet, 800 km nordväst om huvudstaden London. Loch na Sheallag ligger 111 meter över havet.  Trakten runt Loch na Sheallag består i huvudsak av gräsmarker.